# GameSpy

GameSpy标志

GameSpy，也被称做GameSpy Industries，曾是IGN Entertainment下属的一个部门，現為Glu Mobile所有。公司运营一系列的游戏网站，并提供与电子游戏相关的在线服务和软件。服務平台已於2014年5月31日被關閉。

## 簡介
GameSpy于1995年由Mark Surfas创立，其总部在美国加州的科斯塔梅薩。公司的网站包括以下几个部分：
- 一个游戏入口 GameSpy.com，于1999年发布；
- 许多名稱以「planet」開头的流行电子游戏的网站，例如：PlanetQuake、Planet Half-Life、PlanetUnreal、ForumPlanet;
- 众多的BBS留言版；
- FilePlanet，可能是最大的电子游戏档案下载网站；

GameSpy同样提供在线比赛安排和网络社群软件如GameSpy Arcade和GameSpy 3D，以及软件开发工具包（SDKs），中间件和为游戏制作者和发行者提供后端在线服务。
GameSpy Arcade是公司提供在线游戏配对的旗舰产品。用户能通过它寻找不同在线游戏的服务器，而不论这个在线游戏服务是免费的还是需要另外购买，并且用户还可以连接到该服务器进行游戏。GameSpy Arcade的技术同样被主要的游戏开发商广泛采用并整合在他们的游戏中，主要用于游戏内的服务器搜索。 GameSpy Arcade也内置了Roger Wilco语音聊天软件，主要希望运用在强调团队合作的游戏中的交流和协调，用户登录到一个运用语音通信技术的服务器，和其他用户聊天。这个软件和其他主要的语音聊天软件 GameComm以及Teamspeak产生了直接竞争。
GameSpy的不寻常在于它支撑过了大批dot-com网站相继倒闭的危机以及几次不同程度的电子游戏市场的动荡。公司员工将公司的成功归结为它那不寻常的企业文化（在公司早期，GameSpy大概是因为它的BeatDowns而出名，无数公司局域网上的小团体）and famously wide independent streak. Surfas，这个公司的创始人，或者被称做一个有远见的商人或者骂做一个“王八蛋” -- 一个他给自己起的昵称—一个难以相处的，倔强的人。
在2004年3月，IGN娱乐和GameSpy产业进行了合并。公司的名称暂定为IGN/GameSpy，直至正式更名为IGN Entertainment。GameSpy和IGN仍然独立运行各自的网站，并且内容编辑上有所区别。於2012年8月，被Glu Mobile從IGN Entertainment中收购。

## 公司历史
1995年，Mark Surfas创立了临界物质通信，一个为企业客户建设网站的公司。1996年，作为电视游戏雷神之锤的狂热爱好者，Surfas将公司的策略转为重视一个新建的在线游戏社群的网站建设，以及发布PlanetQuake.com.网站。
1997年，Surfas从Spy Software获取了使用GameSpy 3D 的授权，并且把“临界物质”这个公司名称卖给了一个加拿大公司。Surfas将他的公司的名字改成GameSpy Industries 以和现有的GameSpy 3D软件产品匹配。
1999年，GameSpy从企业家David Berkus处获得天使投资。公司同时发布了MP3Spy.com（随后改名为RadioSpy.com）。这是一个允许用户浏览和收听在线广播节目，正如Nullsoft公司的Shoutcast一样。这一年GameSpy随后获得了来自好来坞经纪人Michael Ovitz和南方超级市场亿万富翁Ronald Burkle旗下的Yucaipa Companies的3百万美元追加投资。这笔投资意在GameSpy以及比它大的多的兄弟公司Scour.net和CheckOut.com之间促进相互的协同作用。然而，后两者最后都成为了网络泡沫中的牺牲者，可是GameSpy却毫发无伤并很快取得赢利。
2000年，GameSpy继续从Ziff-Davis的出版发行部门ZDNet.com以及Guillemot Corp获得追加投资。同年，GameSpy关闭了RadioSpy的部门，正式宣布从P2P软件如Napster和Gnutella等占绝对优势的在线音乐市场退出。GameSpy发布GameSpy Arcade。
2000年12月。GameSpy收购了Roger Wilco，MPlayer.com以及其他许多HearMe, Inc的资产。因为MPlayer.com的破产，RogerWilco的技术被GameSpy加以改进，并整合进了GameSpy Arcade。2001年，GameSpy的企业技术业务发展为软件开发工具包和为电子游戏控制台提供中间件，例如索尼的PlayStation 2，世嘉的Dreamcast和微软的XBox。
2004年3月，被IGN Entertainment收购。
2012年8月，被Glu Mobile從IGN Entertainment中收购。
2013年2月21日，网站停止运营。